# Берзје
Берзје (фр. Berzieux) насеље је и општина у североисточној Француској у региону Шампањ-Арден, у департману Марна која припада префектури Сент Манеу.
По подацима из 2011. године у општини је живело 71 становника, а густина насељености је износила 6,08 становника/km². Општина се простире на површини од 11,67 km². Налази се на средњој надморској висини од 149 метара.

## Демографија
| 1962. | 1968. | 1975. | 1982. | 1990. | 1999. | 2011. |
| ----- | ----- | ----- | ----- | ----- | ----- | ----- |
| 108   | 110   | 102   | 98    | 77    | 83    | 71    |

График промене броја становника у току последњих година